# Flugten (film fra 2009)
 For alternative betydninger, se Flugten. (Se også artikler, som begynder med Flugten)
Flugten er en dansk thriller fra 2009, der er instrueret af Kathrine Windfeld. Filmens manuskript er Mette Heeno og Rasmus Heisterberg. I hovedrollerne ses Iben Hjejle, Lars Mikkelsen, Faigh Zamani og Henrik Prip.
Filmen følger journalisten Rikke Lyngvig (Iben Hjejle), der bliver knidappet af en terrororganisation i Afghanistan. Terroristerne truer med at dræbe hende, hvis ikke Danmark trækker sine soldater ud af landet. Hun får dog hjælp til at flygte og vender tilbage til Danmark. De danske medier går i selvsving – og det viser sig, at Rikke bærer på en hemmelighed, der kan have fatale konsekvenser.

## Medvirkende
- Iben Hjejle
- Lars Mikkelsen
- Sonja Richter
- Sarah Boberg
- Mikael Birkkjær
- Henrik Prip
- Vibeke Hastrup
- Søren Sætter-Lassen
- Søren Spanning
- Gerard Bidstrup
- Toke Græsborg
- Kurt Strand
- Jacob Lohmann
- Anders Valentinus Dam
- Mads Nørby
- Faigh Zamani
- Dina Al-Erhayem
- Morten Aaskov Hemmingsen
- Caspar Phillipson
- Rolf Rasmussen
- Rafi Mohammed
- Jette Beckmann
- Mishal Husain
- Wagma Dicent
- Johannes Langkilde
- Mathilde Hebsgaard Lund
- Lara Rox-Laursen
- Morten Schnell Lauritzen
- Mehrdad Zamani
- David Petersen

## Eksterne Henvisninger
- Flugten på Internet Movie Database (engelsk)
- Flugten på Filmdatabasen
- Flugten på danskefilm.dk
- Flugten på danskfilmogtv.dk
- Flugten på Scope
- Flugten i Svensk Filmdatabas (svensk)
- Flugten på MovieMeter (nederlandsk)
- Flugten på AllMovie (engelsk)
- Flugten på Turner Classic Movies (engelsk)
- Flugten på The Movie Database (engelsk)
- Filmens officielle hjemmeside Arkiveret 26. januar 2014 hos  Wayback Machine